# Inhalation de fumées

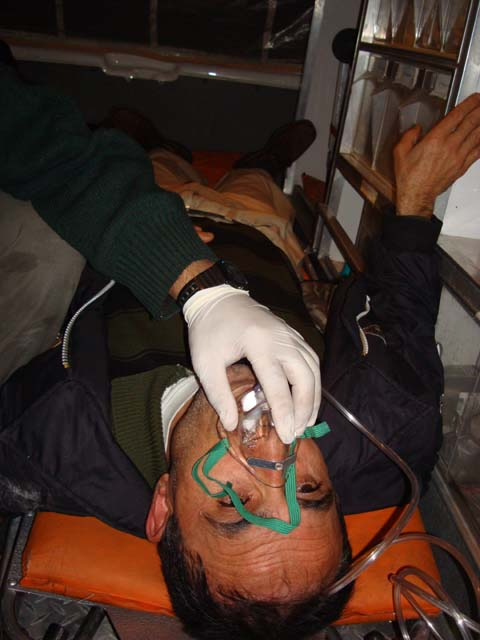
Homme palestinien victime d'une inhalation de fumée

 (février 2024).
L'inhalation de fumées est le passage de particules de fumées dans l'arbre respiratoire d'une personne. Hors du tabagisme, cette situation est le plus fréquemment rencontrée au cours d'un incendie, notamment dans un espace clos. C'est la principale cause de décès sur le lieu des incendies.
Les lésions d'inhalation de fumées peuvent être situées au niveau de l'arbre respiratoire, du fait du contact avec des particules caustiques ou de température élevée, ou systémiques, du fait du passage de molécules toxiques dans le sang au niveau de la membrane alvéolocapillaire.
Les fumées peuvent ainsi provoquer des brûlures des voies aériennes supérieures, une obstruction et une irritation des bronches, un œdème des poumons, ou une intoxication au monoxyde de carbone ou aux cyanures. Les symptômes peuvent aller d'une toux à une détresse respiratoire, d'une céphalée à un coma, d'une syncope à un arrêt cardiaque.
Le traitement comporte l'extraction du lieu d'exposition et une surveillance. Si nécessaire, peuvent y être associés l'utilisation d'oxygène voire l'intubation trachéale avec ventilation mécanique, la kinésithérapie respiratoire et le recours aux bronchodilatateurs, la mise en place d'une expansion volémique et l'administration d'antidote du cyanure.

## Épidémiologie
Les situations à risque de lésions d'inhalation de fumées sont principalement du fait d'une exposition prolongée, en milieu fermé, à des fumées denses. Toutefois, des lésions peuvent également se produire en espace ouvert, dans le contexte d'incendies de forêt notamment.
L'inhalation de fumées est la principale cause de mort immédiate au cours des incendies. En France, au début du 21e siècle, elle est ainsi responsable de 800 morts par an.
Au décours des incendies, les lésions d'inhalation de fumées sont plus fréquentes que les brûlures cutanées. Chez les patients brûlés hospitalisés, l'existence de lésions d'inhalation est associée à une aggravation du pronostic. Par contre, dans les cas où seules des lésions d'inhalation de fumées sont présentes, la gravité est moindre comparativement aux cas de brûlures cutanées isolées.

## Physiopathologie
Les fumées sont des mélanges de particules et de produits gazeux issus d'un corps en combustion ou porté à haute température. Leur composition et leur température est variable.
Lors de leur inhalation par l'organisme, la distance de pénétration des particules dans l'arbre bronchique augmente inversement avec leur diamètre. Par ailleurs, la quantité de particules inhalées augmente avec le débit de ventilation pulmonaire. Outre un effet mécanique d'obstruction bronchique, les lésions induites par l'inhalation de fumées sont liées à une toxicité locale ou systémique.
En ce qui concerne les brûlures thermiques, Il est exceptionnel de les constater au niveau de l'arbre bronchique car les voies aériennes supérieures refroidissent l'air chaud inhalé par échange thermique.

### Lésions locales
Les lésions locales peuvent être dues, par exemple, à des aldéhydes, de l'ammoniac, du chlore, du phosgène, du brome, du fluor, de l'oxyde d'azote ou de l'oxyde de soufre. Elles peuvent être distinguées selon le niveau anatomique des voies respiratoires.

#### Oropharynx
Au niveau de l'oropharynx, il se produit une réaction inflammatoire semblable aux conséquences d'une brûlure cutanée. Elle est initiée par la dénaturation des protéines par la chaleur. Il y a activation du complément via la xanthine oxydase, le facteur Hageman et des radicaux libres. Ceci entraine la libération d'histamine, de kinines, de prostaglandines, de cytokines et de produits oxydants. Les polynucléaires circulants affluent et libèrent des radicaux libres et des protéases.
L'ensemble a pour conséquence une vasodilatation et une hyperperméabilité capillaire, avec formation d'œdème. Cet œdème peut être responsable d'une obstruction des voies aériennes supérieures.

#### Trachée et bronches
Au niveau de l'arbre trachéobronchique, l'effet caustique des fumées sur la muqueuse a pour effet de séparer les cellules ciliées de la lame basale. S'ensuit l'arrêt du drainage mucociliaire, ce qui favorise une accumulation de débris et de sécrétions. Par ailleurs, survient une vasodilatation et une hyperperméabilité capillaire, sous la dépendance supposée de neuropeptides, qui entrainent la formation d'œdème et la libération d'exsudat. Enfin, s'installe une bronchoconstriction qui serait liée au thromboxane B2.
Les exsudats et débris cellulaires forment des moules bronchiques fibrineux qui peuvent obstruer les conduits bronchiques, ce d'autant plus qu'il existe œdème et bronchoconstriction. En outre, ces perturbations exposent à une infection trachéobronchique.
La cicatrisation des lésions de la muqueuse bronchique peut nécessiter plus de deux semaines, et laisse parfois des séquelles telles que sténose ou granulome inflammatoire.

#### Parenchyme pulmonaire
Au niveau du parenchyme pulmonaire, les perturbations sont observées après plusieurs heures. La perméabilité capillaire est d'abord augmentée, puis diminue alors que la pression intracapillaire augmente du fait d'une vasoconstriction. Ces phénomènes entrainent une augmentation de la quantité d'eau extravasculaire et du débit lymphatique. Il y a par ailleurs une altération du surfactant, ce qui diminue la compliance pulmonaire.
L'augmentation de perméabilité capillaire serait secondaire à la libération de protéases et de radicaux libres par des polynucléaires. L'attraction des polynucléaires serait la conséquence de la présence dans le parenchyme de substances chémotactiques qui proviendraient des bronches via les veines bronchiques. Ces substances, libérées au niveau bronchique en réponse à l'agression de la muqueuse, seraient en effet réabsorbées par ces veines qui se drainent au niveau précapillaire dans la circulation pulmonaire, pour atteindre le parenchyme.
La vasoconstriction, quant à elle, pourrait être liée au thromboxane B2.

### Intoxications systémiques
Les produits ayant une action systémique sont essentiellement les gaz asphyxiants que sont le monoxyde de carbone et les cyanures.

#### Monoxyde de carbone
Le monoxyde de carbone (CO) absorbé par voie pulmonaire diffuse dans les capillaires, se dissout dans le plasma et les globules rouges pour se fixer sur l'hémoglobine. Son affinité étant plus de 200 fois supérieure à celle de l'oxygène, la quantité d'oxygène fixée à l'hémoglobine diminue, entrainant une anoxie. Par ailleurs, le monoxyde de carbone libéré au niveau tissulaire se fixe sur les systèmes enzymatiques mitochondriaux, aboutissant par compétition à une incapacité des cellules à utiliser l'oxygène.

#### Cyanures
Après libération de l'ion cyanure (CN−) dans la circulation, il diffuse dans les cellules de l'organisme. Il se fixe sur le fer ferrique de la cytochrome oxydase mitochondriale, entrainant son inhibition et donc une anoxie tissulaire. Le métabolisme est détourné vers l'anaérobie, aboutissant à l'augmentation de la lactacidémie.

## Signes et symptômes
Il n'existe aucun signe spécifique de l'inhalation de fumées.

### Inhalation de fumées
Les symptômes respiratoires peuvent être une toux sèche, une dysphonie avec voix rauque, voire une dyspnée, inspiratoire ou expiratoire. L'examen clinique retrouve le plus souvent des suies dans l'oropharynx ou dans les expectorations. L'auscultation pulmonaire peut retrouver wheezing, ronchi ou sibilants. D'autres lésions peuvent être associées, telles qu'une irritation oculaire ou des brûlures du visage.
La radiographie thoracique est souvent normale au début. Secondairement, des images d'œdème interstitiel ou des opacités disséminées peuvent apparaitre, pouvant aller jusqu'au poumon blanc.
La fibroscopie bronchique permet de visualiser des dépôts de suie et des lésions telles qu'un érythème, un œdème, une ulcération voire une nécrose.
La scintigraphie pulmonaire au xénon 133 peut montrer des zones ayant un retard d'élimination d'isotope, correspondant à des territoires hypoventilés. Cet examen peut cependant donner des faux positifs en cas de pathologie préexistante.
L'analyse des gaz du sang artériel peut montrer une hypoxémie, souvent d'apparition retardée et pouvant s'aggraver par la suite.

### Intoxication au monoxyde de carbone
Les symptômes les plus fréquents de l'intoxication au monoxyde de carbone, non spécifiques, peuvent être : céphalée, vertige, nausée, vomissement, trouble visuel, syncope, trouble du rythme cardiaque et respiratoire, convulsion.
La saturation en oxygène mesurée en oxymétrie de pouls est le plus souvent faussement normale, car l'hémoglobine absorbe la lumière de la même manière quand elle est liée à l'oxygène ou au monoxyde de carbone. L'électrocardiogramme peut montrer des signes d'ischémie myocardique.
Le taux de monoxyde de carbone peut être mesuré dans l'air expiré. C'est le dosage de la carboxyhémoglobine sanguine qui permet de confirmer le diagnostic. Sa réalisation la plus précoce permet d'évaluer le pic de concentration. Un dosage tardif peut être faussement négatif du fait de la soustraction à l'exposition et de la mise en place d'une oxygénothérapie.
Le dosage des gaz du sang artériel montre une saturation en oxygène abaissée alors que la pression partielle en oxygène est normale. Il peut exister une acidose lactique, généralement modérée.

### Intoxication aux cyanures
L'intoxication aux cyanures peut donner des signes neurologiques tels que vertige, céphalée, sensation ébrieuse, agitation, confusion, voire perte de connaissance initiale, convulsion ou coma. Des troubles cardiovasculaires peuvent survenir, avec collapsus voire arrêt cardiorespiratoire.
L'élévation du taux de lactate sanguin est un bon marqueur de l'intoxication. Cependant, d'autres causes peuvent y participer, telles qu'une intoxication au monoxyde de carbone ou une hypovolémie, notamment en cas de brûlures cutanées étendues ou de polytraumatisme.
Le dosage spécifique n'est pas disponible en routine.

## Évolution

### Évolution précoce
Les décès précoces peuvent être en rapport avec une détresse respiratoire ou une intoxication au monoxyde de carbone ou aux cyanures.
Sur le plan pulmonaire, à l'œdème lésionnel peut s'ajouter un œdème de surcharge, notamment en cas de brûlures cutanées étendues avec surcharge hydroélectrolytique. Les risques secondaires sont le barotraumatisme pulmonaire chez les patients sous ventilation artificielle, la pneumopathie infectieuse et le syndrome de détresse respiratoire aiguë.
Chez la femme enceinte, l'intoxication au monoxyde de carbone peut entrainer des lésions du système nerveux central du fœtus et l'accouchement d'un mort-né.

### Évolution tardive
Les complications tardives les plus fréquentes seraient neuropsychiatriques, du fait soit de la persistance de signes présents initialement, soit de l'apparition de signes après un intervalle libre. Ce syndrome postintervallaire est décrit notamment après intoxication au monoxyde de carbone, et est le plus souvent transitoire.
Les complications respiratoires tardives peuvent être une sténose trachéale, une trachéomalacie, des polypes ou une bronchiolite oblitérante.

## Prise en charge

### Mesures générales initiales
Le traitement approprié nécessite l'évaluation des conséquences de l'inhalation de fumées, mais aussi des éventuels brûlures et traumatismes associés.
La prise en charge initiale comporte en priorité l'extraction du lieu d'exposition. L'intubation trachéale avec mise sous ventilation mécanique peut être indiquée en cas de détresse respiratoire, de trouble de conscience ou de risque d'œdème laryngé. Une expansion volémique est effectuée en cas de nécessité.

### Traitements spécifiques
Le traitement d'une intoxication au monoxyde de carbone prouvée ou suspectée repose en premier lieu sur l'administration d'oxygène à fort débit avec un masque facial, et, en cas de ventilation mécanique, d'utilisation d'une fraction d'oxygène inspirée de 100 %. L'oxygénothérapie hyperbare peut être indiquée lorsqu'il existe un grossesse chez la femme, ou en cas de trouble de conscience, de déficit neurologique ou d'ischémie myocardique.
Le traitement de l'intoxication aux cyanures suspectée passe par, outre l'oxygénothérapie, le recours à un antidote spécifique. La 5-hydroxocobalamine semble avoir peu d'effet secondaire. D'autres antidotes tels que le nitrite d'amyle ou l'éthylène diamine tétra-acétique dicobaltique peuvent être mal tolérés sur le plan cardiovasculaire. Une autre molécule, le thiosulfate de sodium, a une action plutôt lente.

### Hospitalisation
L'hospitalisation permet d'effectuer une surveillance. Le traitement par oxygénothérapie ou par ventilation mécanique est poursuivi et il peut y être associé une kinésithérapie respiratoire et l'administration de bronchodilatateur.

## Prévention
La prévention en cas d'exposition peut passer par l'utilisation de masque filtrant les particules. La mise en place de détecteurs de fumées dans les locaux fermés permet en théorie de limiter l'exposition.